# Kênh đào Albert

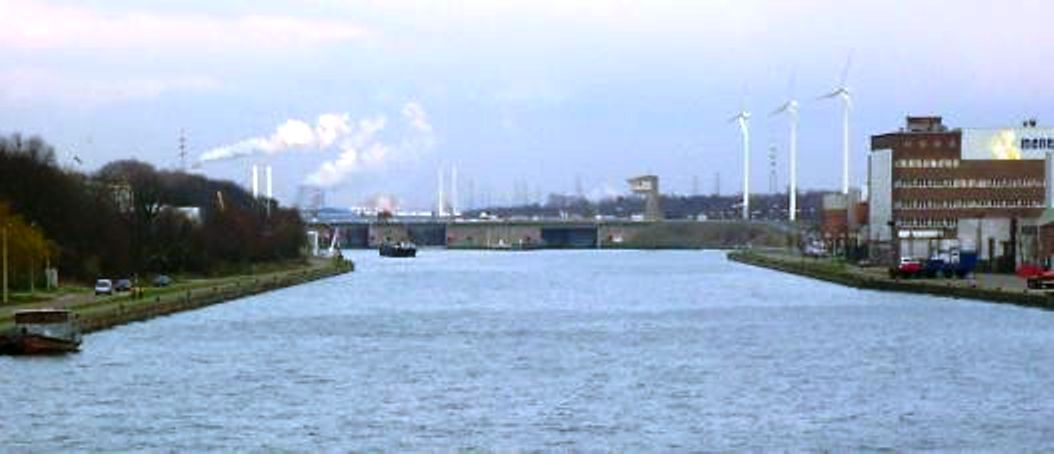
Kênh Albert canal chụp tại Hasselt.

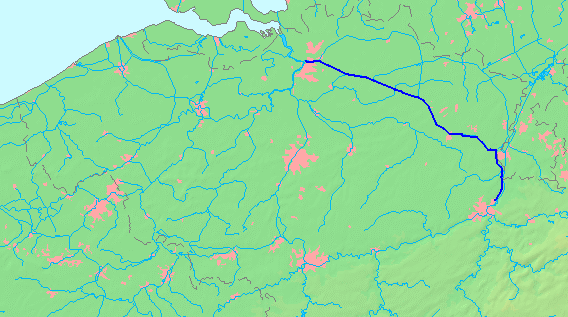
Kênh Albert nối Antwerp với Liege: thị xã lớn nhất trên dường là Hasselt.

Kênh đào Albert (tiếng Hà Lan: Albertkanaal, tiếng Pháp: Canal Albert) là một kênh nằm ở phía đông bắc Bỉ, đặt theo tên của vua Albert I của Bỉ. Nó kết nối các thành phố lớn Antwerp và Liège và sông Meuse và sông Scheldt. Nó có độ sâu 3,4 mét (11 ft), độ cao thông thuyền là 6,7 mét (22 ft) và chiều dài tổng cộng 129,5 km (80,5 dặm). Kênh có năng lực tối đa là một sà lan 10.000 tấn.
Giữa Antwerp và Liège, có một sự khác biệt chiều cao 56 mét (184 ft), và tổng số 6 âu thuyền là cần thiết để vượt qua những khác biệt về độ cao. Năm âu thuyền có một sự khác biệt độ cao 10 mét (33 ft), nằm ở Genk, Diepenbeek, Hasselt, Kwaadmechelen và Olen, trong khi các âu thuyền tại Wijnegem có một sự khác biệt chiều cao 5,45 m (17,9 ft).
Trong những năm 1930, mất khoảng 7 ngày để đi du lịch từ Antwerp để Liege trên mặt nước. Những ngày này cùng một khoảng cách thì thời gian đi rút còn 18 giờ. Kể từ khi hoàn thành kênh đào Rhine-Main-Danube vào năm 1992, một chiếc xà lan có thể đi du lịch từ Antwerp tất cả các cách trên khắp châu Âu tới Biển Đen.